# Picrotoxine
La picrotoxine est un composé chimique extrait de la coque du Levant (Anamirta cocculus). Très toxique pour l'Homme ainsi que pour de nombreux animaux, sa prise provoque des convulsions, une hypertension, des vomissements ainsi qu'une hypersialorrhée (augmentation de la production de salive). De plus fortes doses provoquent la mort par paralysie respiratoire.
Elle est constituée par un mélange équimolaire de picrotoxinine et de picrotine, mais la picrotine est 50 fois moins active biologiquement,.

## Pharmacologie
La picrotoxine est un antagoniste des récepteurs inotropes GABAA du GABA qui sont le principal neurotransmetteur inhibiteur du système nerveux central des vertébrés. Leur inhibition revient donc à une augmentation de l'activité électrique du cerveau, source des convulsions et d'augmentation de l'activité cardiaque.
L'inhibition des canaux par la picrotoxine ne survient que si les canaux GABAA sont activés. De fait, les recherches montrent que la picrotoxine ferme le cannal ionique par lequel s'engouffrent les ions chlorure dans le neurone, inhibant ainsi la liaison du GABA sur son récepteur, freinant ainsi ses effets.
La picrotoxine est également active sur les récepteurs GABAC et les récepteurs à la glycine.

## Utilisation thérapeutique
La picrotoxine peut être utilisée pour traiter une intoxication aiguë aux barbituriques. Les barbituriques maintiennent les canaux GABAA ouverts plus longtemps que la normale. Son action inhibitrice sur les canaux ouverts font de la picrotoxine un traitement de choix pour ce type d'empoisonnement, qui peut survenir au cours d'une anesthésie générale ou après une tentative de suicide médicamenteux (somnifères).